# Ici Radio-Canada Télé
Ici Radio-Canada Télé (estilizado como ICI Radio-Canada Télé) é uma rede de televisão canadense de língua francesa com sede na cidade de Montreal. A emissora é de propriedade da Canadian Broadcasting Corporation, conhecida em francês como Société Radio-Canada. É a única rede francófona no Canadá com sinal em todas as províncias canadenses.